# Нуева-Кондоміна
Нуева-Кондоміна (ісп. Estadio Nueva Condomina, «Нова Кондоміна») — футбольний стадіон у Мурсії, власником якого є клуб «Реал Мурсія».

## Огляд
Стадіон «Нуева-Кондоміна» побудований в 2000-их роках для проведення футбольних матчів, так як старий «Ла-Кондоміна» не відповідав вимогам матчів високого рівня. До того ж, старий стадіон вміщував всього 15 тисяч осіб. Новий стадіон відповідає всім вимогам УЄФА та ФІФА, та вміщує 31 179 осіб, а для проведення матчів чемпіонату Європи або світу місткість може бути збільшена до 45 000.
Відкриття «Нуева-Кондоміни» відбулося 11 жовтня 2006 товариським матчем збірних Іспанії та Аргентини, у якому господарі перемогли з рахунком 2 - 1. «Реал Мурсія» дебютував тут лише 26 листопада, програвши ФК «Вальядолід» - 4 - 1.